# Grotta Zinzulusa
Die Grotta Zinzulusa ist im vorderen Teil eine meernahe Schauhöhle, nördlich des Städtchens Castro im Salento, in Apulien in Italien gelegen. Der Eingang liegt in einer zum Meer hin steil abfallenden Wand.
Die Höhle hat ihren Namen von den zahlreichen Stalaktiten und Stalagmiten, die Stoffpuppen aus verschlissenen Kleidern ähneln, die im salentinischen Dialekt „Zinzuli“ genannt werden.
Hinter dem breiten, hohen Eingang gelangt man in einen hundert Meter langen Karststollen, der sich zunehmend verjüngt, bis er im Dom, dem letzten für Touristen zugänglichen Raum, endet. Von hier aus führt ein abwärts gerichteter Gang zum Cocito, dem unter Wasser liegenden Teil der Grotte. In seinem Inneren wurden neben riesigen Stalagmiten und mesolithischen Funden weltweit einzigartige lebende Fossilien gefunden (unterirdische Schwämme: higginsia ciccaresei).

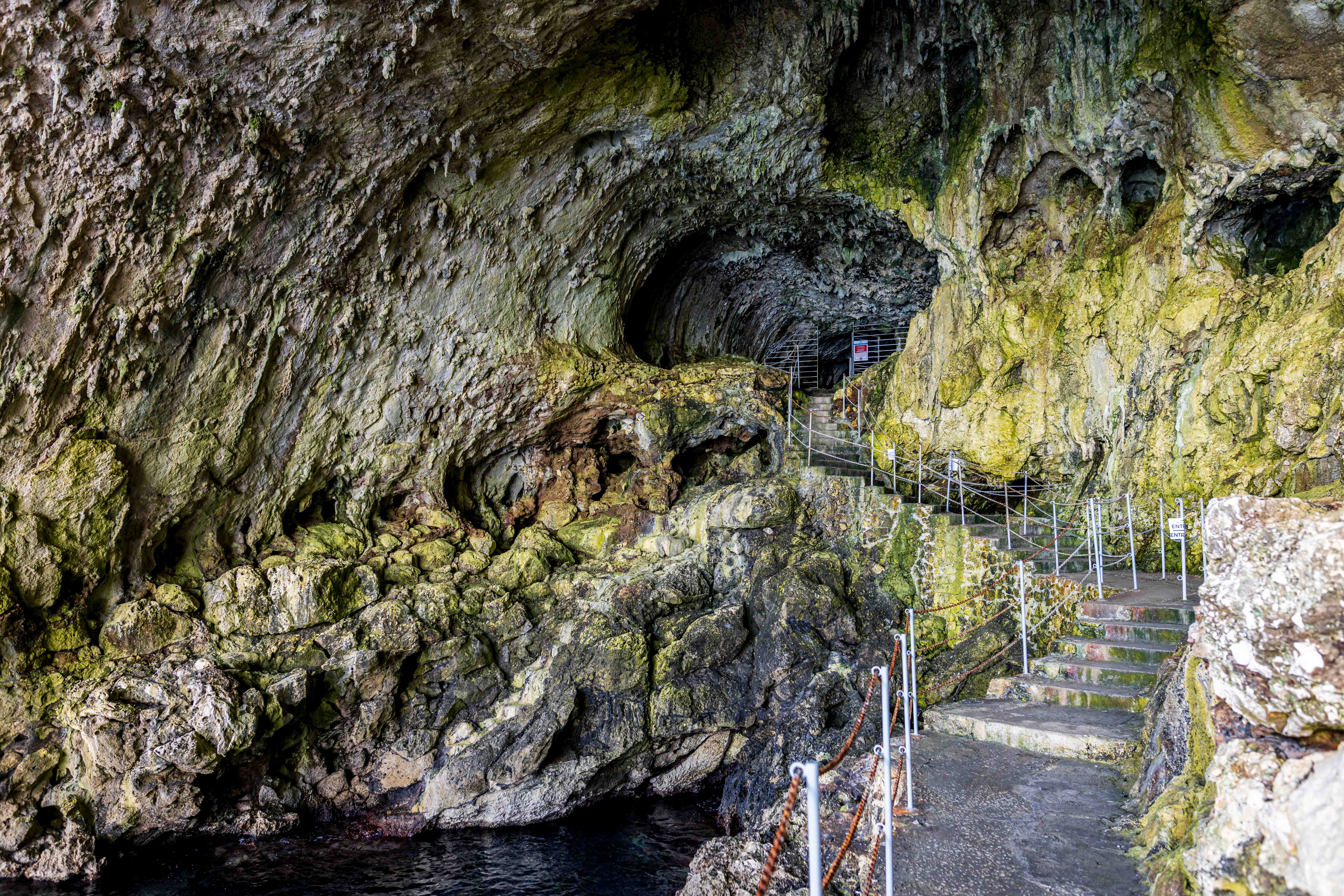
Eingang zur Grotte
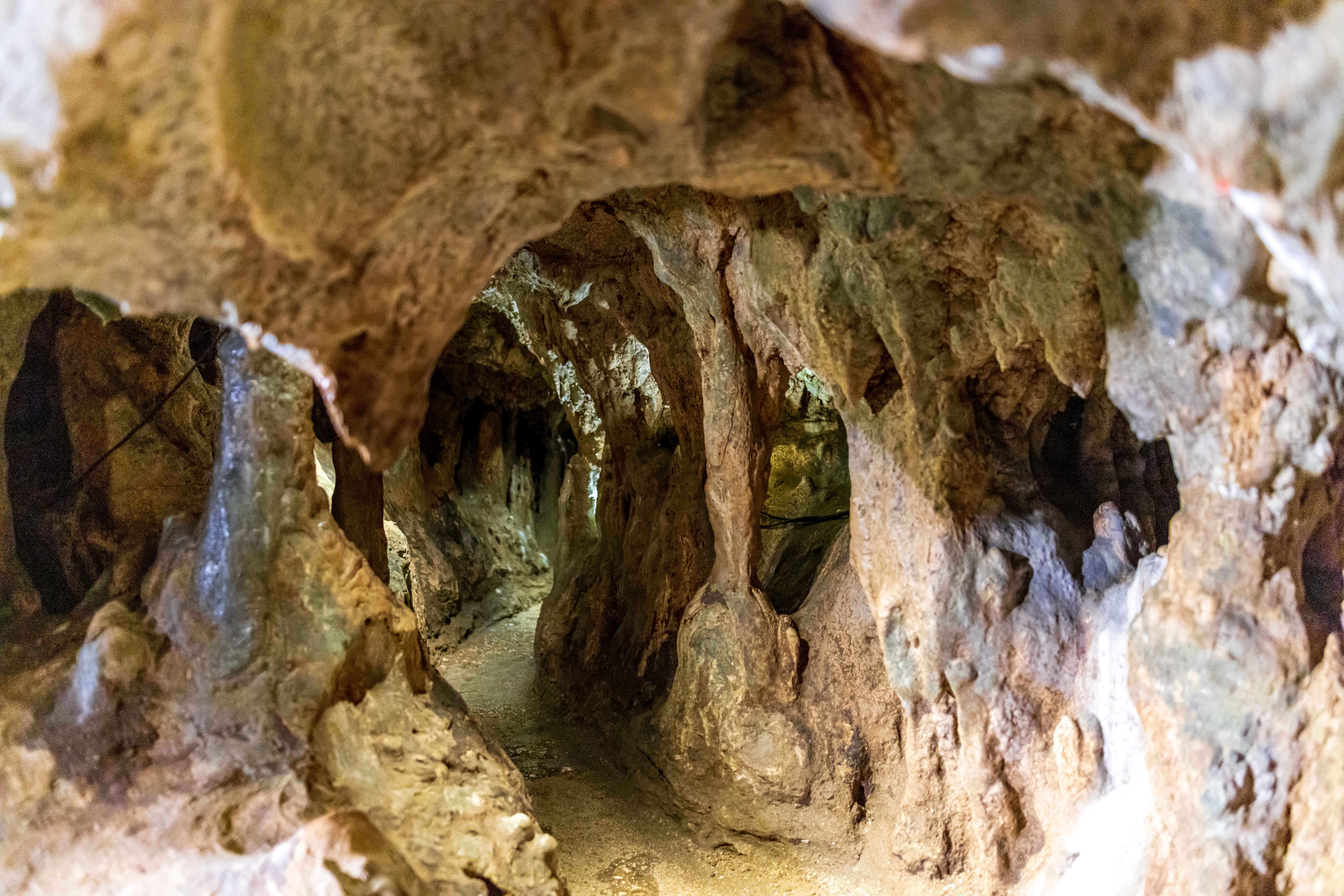
Gang innerhalb der Grotte
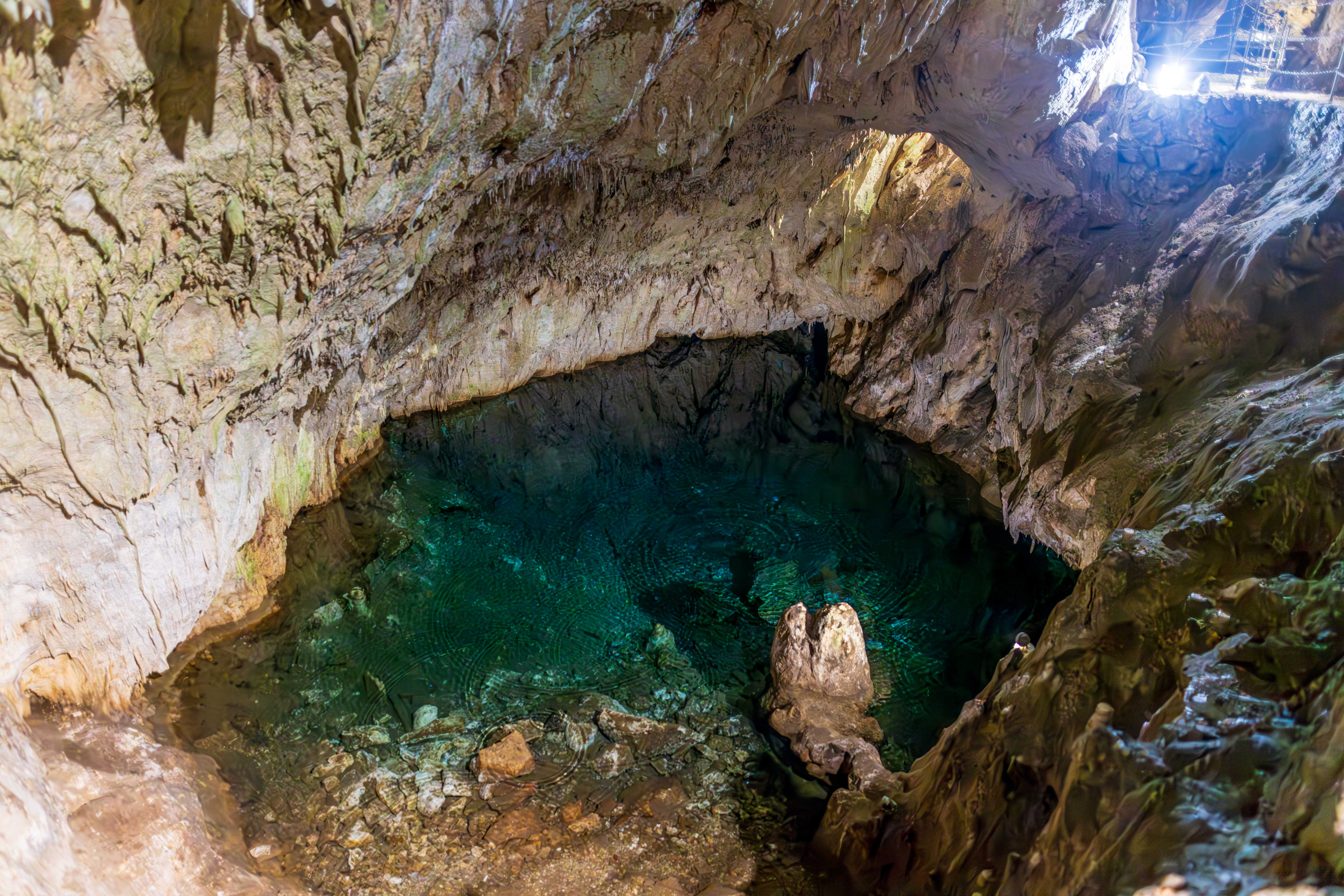
"See" innerhalb der Grotte